# Bob Dole

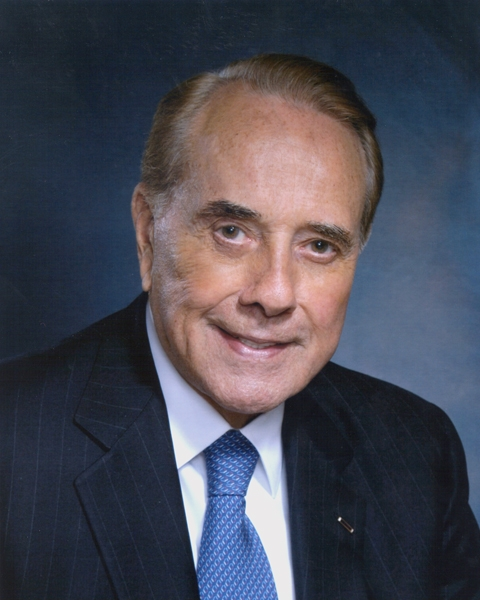
Bob Dole

Robert Joseph „Bob“ Dole (* 22. Juli 1923 in Russell, Russell County, Kansas; † 5. Dezember 2021 ebenda) war ein US-amerikanischer Politiker und Senator. Er war 1996 Präsidentschaftskandidat der Republikanischen Partei, wobei er dem Amtsinhaber Bill Clinton unterlag.

## Leben
Dole wuchs in der Prärie von Kansas zur Zeit der Dust Bowl auf. Kurz vor seiner Einberufung zum Militärdienst hatte Dole 1941 ein Medizinstudium an der University of Kansas (KU) begonnen. Er diente im Zweiten Weltkrieg als Leutnant in der 10. Gebirgsdivision. Am 14. April 1945 wurde er bei Kampfhandlungen an der italienischen Front in der Nähe von Bologna durch deutsches Maschinengewehrfeuer so schwer verwundet, dass er von den Sanitätern zuerst für tot gehalten und nicht geborgen wurde. Nach einem 39 Monate dauernden Lazarettaufenthalt konnte er sein Studium fortsetzen. Dole verlor allerdings eine Niere und sein rechter Arm blieb dauerhaft gelähmt. Er studierte nun Jura an der University of Arizona und der University of Kansas. Bereits 1950 wurde Dole für zwei Jahre in das Repräsentantenhaus von Kansas gewählt. Nach dem Studium wurde er Bezirksstaatsanwalt (County Attorney, in den USA auch ein Wahlamt) seines Heimatbezirkes Russell County. Er heiratete 1948 Phyllis Holden, mit der er eine Tochter namens Robin hat. Die Ehe wurde 1972 geschieden. 1975 heiratete er Elizabeth Hanford, die später Verkehrs- und Arbeitsministerin der Vereinigten Staaten sowie US-Senatorin von North Carolina wurde.

## Politik
1961 wurde Dole für die Republikanische Partei in das Repräsentantenhaus gewählt. Ab 1969 war er Mitglied des Senats für Kansas. Unter Richard Nixon war Dole Vorsitzender des Republican National Committee. Im Jahr 1976 war er Vizepräsidentschaftskandidat der Republikaner, verlor jedoch zusammen mit Gerald Ford gegen die Demokraten Jimmy Carter und dessen Running Mate Walter Mondale. 1980 und 1988 scheiterten eigene Präsidentschaftskandidaturen schon in den Vorwahlen. Von 1981 bis 1985 war er Vorsitzender des Ausschusses für Finanzen und von 1985 bis 1987 Vorsitzender des Sonderausschusses für Sicherheit und Zusammenarbeit in Europa. In den Jahren 1985 bis 1987 und von 1995 bis 1996 war er zudem Mehrheitsführer im Senat. 1987 mobilisierte er zusammen mit Senator Jesse Helms die Unterstützung der USA für die Befreiungsarmee RENAMO in Mosambik. Im Jahr 1995 organisierte er für den demokratischen Präsidenten Bill Clinton im erstmals seit 40 Jahren republikanisch dominierten Kongress eine Mehrheit für eine Entsendung amerikanischer Truppen in den Bosnienkrieg. 1996 war er Präsidentschaftskandidat der Republikaner, wofür er Anfang Juni 1996 sogar seinen Senatssitz aufgab, scheiterte jedoch erneut bei einer Wahl, dieses Mal gegen Clinton. Seit 1990 besuchte er wiederholt den Kosovo, unterhielt Kontakte zu Vertretern der Kosovo-Albaner und versuchte vor dem Kosovokrieg, diese zu einer friedlichen Übereinkunft mit Serbien zu überreden. Im Februar 1999 wurde er von der damaligen US-Außenministerin Madeleine Albright zu den Rambouillet-Verhandlungen entsandt.

## Letzte Jahre

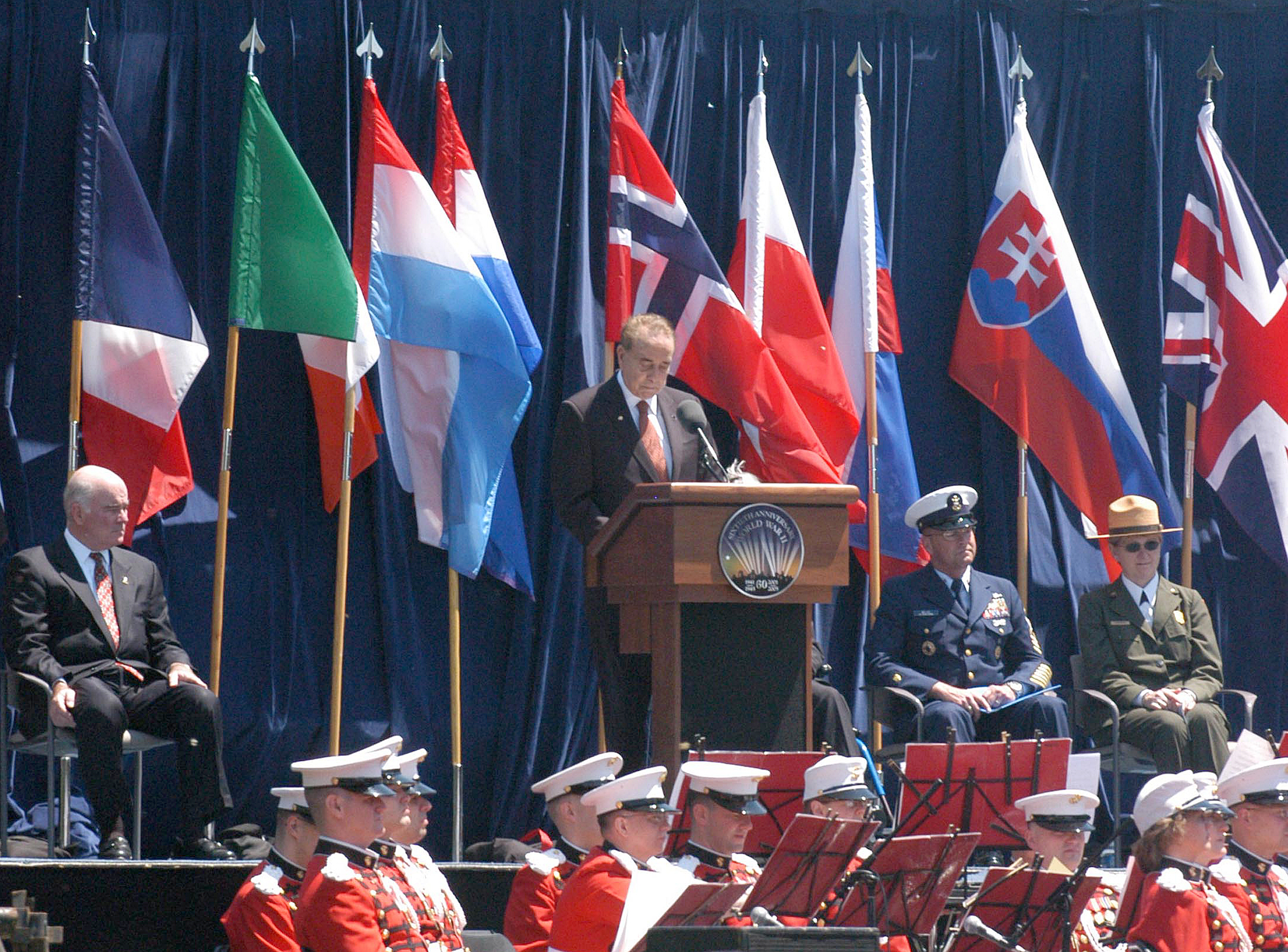
Bob Dole auf einer Veranstaltung zum 60. Jahrestag des Endes des Zweiten Weltkriegs

Bob Dole war auch mit über 90 Jahren in Washington als Anwalt tätig. Außerdem engagierte er sich in der Spendensammlung für das National World War II Memorial.
2013 kritisierte Dole die Republikaner, weil diese weder Gesetze noch einen Haushalt gemeinsam verabschieden könnten. Außerdem sagte er: „Ronald Reagan wäre heute nicht in der Partei gelitten, Richard Nixon auch nicht, weil er Ideen hatte. Ich zweifle daran, ob ich dort willkommen wäre.“ Über den demokratischen Präsidenten Barack Obama meinte er, er sei ein sehr artikulierter Redner, kritisierte jedoch, dass Obama nicht ausreichend Sorgfalt auf einen Dialog mit dem Kongress verwende. Während der Präsidentschaftswahl in den Vereinigten Staaten 2016 war Dole einer von nur wenigen alten Parteigrößen, der die Kandidatur von Donald Trump unterstützte. Er unterstützte Trump auch noch bei der Wahl 2020, distanzierte sich allerdings nach dessen Behauptungen eines Wahlbetrugs von ihm.
Einen seiner letzten öffentlichen Auftritte hatte er im Dezember 2018 anlässlich der Aufbahrung des verstorbenen Ex-Präsidenten George H. W. Bush in der Rotunde des United States Capitol.
Im Februar 2021 gab Dole bekannt, dass er an Lungenkrebs NSCLC Stadium IV leide und sich einer Behandlung unterziehen müsse. Am 5. Dezember 2021 starb Dole im Alter von 98 Jahren. Einen Tag später hätte Dole mit seiner Frau den 46. Hochzeitstag gefeiert.

## Ehrungen
Am 17. Januar 1997 überreichte US-Präsident Bill Clinton Dole die Freiheitsmedaille („The Presidential Medal of Freedom“), die höchste zivile Auszeichnung in den Vereinigten Staaten.
Dole erhielt 2008 zusammen mit dem Demokraten George McGovern den Welternährungspreis, im Januar 2018 die Congressional Gold Medal.
In Pristina wurde ein Denkmal für ihn errichtet und eine Straße nach ihm benannt.

## Sonstiges
Seit 1999 gibt es an der Kansas University in Lawrence, Kansas, das Robert J. Dole Institute for Public Policy, das Konferenzen zu politischen Themen durchführt und dem ein Archiv angeschlossen ist, das die Papiere aus Doles politischer Karriere verwaltet und auswertet (ähnlich den sogenannten Presidential Libraries der ehemaligen US-Präsidenten).
Zu den Eigenarten Bob Doles gehörte es, in öffentlichen Reden von sich selbst häufig in der dritten Person zu sprechen. Dies gab regelmäßig Anlass zu karikierten Darstellungen in den Medien. Dole wird in mehreren Folgen der Simpsons parodiert. In einer Folge erklärt er: „Bob Dole sollte kandidieren. Bob Dole ist für Bob Dole. Am liebsten hört Bob Dole Bob Dole über Bob Dole sprechen. Bob Dole!“ In einer anderen Folge, die wenige Tage vor der US-Präsidentschaftswahl 1996 erstausgestrahlt wurde, wird er gemeinsam mit dem damaligen Präsidenten Bill Clinton von Außerirdischen entführt. Auch die Serie Family Guy parodiert Dole, als er in einer Folge anmerkt, Peters Pro-Raucher-Kampagne zu unterstützen: „Bob Dole ist auf ihrer Seite. Bob Dole mag, wie sie arbeiten. Bob Dole. Bob Dole. Bob Dole … Bob Dole …“ (schläft im Stehen ein).
In der Sitcom Susan hatte Bob Dole einen Gastauftritt. Oftmals im Fernsehen zu sehen war auch ein Missgeschick während des Präsidentschaftswahlkampfes 1996, als bei einer Veranstaltung ein Geländer brach und Dole von der Rednertribüne stürzte.